# Parafia św. Wojciecha w Starogardzie Gdańskim
Parafia Świętego Wojciecha w Starogardzie Gdańskim - rzymskokatolicka parafia należąca do  dekanatu Starogard Gdański, diecezji pelplińskiej.

## Obszar parafii
Na obszarze parafii leżą ulice w Starogardzie Gdańskim: Al. Jana Pawła II, Bądkowskiego, Boh. Monte Cassino, Boh. Westerplatte, Cesarza, Farmaceutów, Gen. Maczka, Gen. Okulickiego, Gryfa Pomorskiego, Hermanowska, Heweliusza, Jaszczurkowców, Kasprzaka, Kleszczyńskiego, Konopnickiej, Kopernika, Kraziewicza, Ks. Sychty, Ks. Szumana, Orzeszkowej, Os. Kopernika, Pelplińska, Południowa, Prusa, Jabłowska